# Juan de Matienzo
Juan de Matienzo (Valladolid, España, 22 de febrero de 1520 - La Plata, Bolivia, 15 de agosto de 1579) fue un jurista y protoeconomista español.

## Vida
Juan de Matienzo nació en el seno de una familia de funcionarios reales. Tras diez años de estudio, se licenció en leyes en su ciudad natal, en la Universidad de Valladolid. Al igual que su padre, trabajó, durante diecisiete años, en la cancillería de Valladolid donde desempeñó el cargo de relator. Allí tuvo ocasión de conocer a varias personas muy vinculadas con el nuevo Virreinato del Perú, como el contador Agustín de Zárate, el licenciado Polo de Ondegardo, el gobernador Cristóbal Vaca de Castro o el presidente y obispo don Pedro de La Gasca, "pacificador" del Perú tras las guerras civiles.
Tal vez por influencia de alguna de estas personas, se interesó por esta región hasta tal punto que el 22 de septiembre de 1558 fue nombrado oidor de la recién creada Real Audiencia de Charcas y Lima y presidente de la primera audiencia, cargo que asumió y juró el 4 de abril de 1561, en Lima pues el paso a Indias no se le concedió hasta el 25 de noviembre de 1559 y su viaje desde Sanlúcar de Barrameda, España, a Lima, Perú, duró aproximadamente un año.
Fue bien recibido en el país y ganó prestigio y respeto rápidamente por su rectitud y sabiduría.  Allí ejerció su actividad judicial durante el gobierno de los virreyes Conde de Nieva y Francisco Álvarez de Toledo, el personaje más  importante y que más trabajó por la institucionalización en la historia del virreinato. Las "Ordenanzas de Toledo", sobre todo tipo de cuestiones sociales, económicas e institucionales pervivieron prácticamente invariadas durante los siglos XVI, XVII y XVIII. Consta que el virrey conoció bien y supo aprovechar la experiencia del oidor Juan de Matienzo. Instalado, Matienzo, en la ciudad de La Plata (o Chuquisaca), sede de esta audiencia de Charcas, pudo comprobar, de primera mano, cómo subían los precios en aquellas ciudades andinas inundadas de plata: “En Potosí valen las cosas cuatro veces más que en Lima ordinariamente”.
Matienzo falleció en la ciudad de la Plata, el 15 de agosto de 1579, tan falto de recursos que apenas se encontró en su casa dinero para sufragar los gastos del entierro.

## Obra literaria
Las obras de Juan de Matienzo comprenden dos grandes grupos: Las que tratan sobre jurisprudencia y algunos textos sobre política y administración pública.
En el primer grupo se encuentran “Dialogus relatoris et advocati” de gran circulación como manuscrito y un estilo de Cancillería nuevo  y un libro póstumo que se publicó en Madrid con el nombre de “Commentaria ... in Librum Quintum Recollectionis Legum Hispaniae”.
En el segundo grupo el texto “Gobierno de Perú” (obra destinada al Consejo de Indias), “Memorial sobre la estabilidad y expansión de la provincia de los Charcas” y “Estilo de Cancillería”. Entre todas ellas es su obra “Commentaria” donde Matienzo desarrolla las principales ideas de carácter económico como su desarrollo jurídico de la teoría del "precio justo", que contemplaba el enfoque teológico-moral de Tomás de Mercado.
Es por esto que Oreste Popescu atribuyó a Matienzo la fundación de una “Escuela” de pensamiento económico cuantitativista en Chuquisaca.

## Pensamiento económico

### Teoría del valor y precio justo
Juan de Matienzo fue un brillante economista.
Matizó el concepto de "precio justo" partiendo de las doctrinas clásicas de la Escolástica sobre la “estimación común” (“communiter fungi”) en un mercado con plena libertad de funcionamiento. En cuanto al precio “legal” (llamado tasa) Matienzo advirtió de situaciones en las que la tasa podría ser perjudicial para el funcionamiento económico. Además refutó la teoría del “valor-trabajo” basada en los costos de producción afirmando que las cosas no tienen un valor objetivo en sí mismas ya que existen otros factores determinantes del valor como la necesidad; la utilidad; la voluntad de las personas; la escasez del bien; o la facilidad para usarlo.  
De esta forma, Matienzo se inclinó claramente hacia la teoría del valor subjetivo de los bienes (“estimación común”) y distinguió entre valor intrínseco y valor extrínseco. El primero expresa la  misma naturaleza de un bien lo que sería  su valor “ontológico” que incluye por tanto los costes de producción. También se incorpora aquí su utilidad. El segundo viene fijado por la “común estimación” e incluye la necesidad de un bien y su escasez.

### Morfología del mercado
Su teoría subjetivista del valor lleva a distinguir (al menos, de una forma intuitiva) los elementos de la oferta y la demanda dentro de un mercado. Matienzo empleó el término "concurrencia" para describir la competencia en el seno de un mercado libre. Lo que definiría el concepto de concurso o rivalidad de compradores y vendedores.
Este carácter subjetivista afecta tanto a la oferta como la demanda, en ese marco de libre competencia. Pero hay también otros factores que inciden en la definición del precio justo, y que describen esta morfología tan variada del mercado como son: la abundancia o escasez de mercancías, la afluencia de compradores y vendedores, la necesidad de un bien, el trabajo y los costes de producción, la transformación de las materias primas, el gasto y deterioro en el transporte, la abundancia o escasez de dinero, factores temporales y geográficos, la personalidad subjetiva de los participantes en el mercado, la existencia o no de estructuras monopolísticas, o las expectativas sobre el comportamiento futuro de todas estas variables anteriores.
Oreste Popescu concluyó, a propósito de esta larga enumeración tomada de Juan de Matienzo, que "ni siquiera Europa estaba preparada para aprovechar fructíferamente semejante caudal de conocimientos".